# Amfreville (Manche)
Amfreville is een plaats en voormalige gemeente in het Franse departement Manche in de regio Normandië en telt 290 inwoners (1999). De plaats maakt deel uit van het arrondissement Cherbourg.

## Geschiedenis
De gemeente was onderdeel van het kanton Sainte-Mère-Église totdat dat op 22 maart 2015 werd opgeheven en de gemeenten ervan werden opgenomen in het kanton Carentan. Op 1 januari 2016 werden de gemeenten Amfreville, Cretteville, Gourbesville, Houtteville en Vindefontaine aangehecht bij Picauville.

## Geografie
De oppervlakte van Amfreville bedraagt 10,2 km², de bevolkingsdichtheid is 28,4 inwoners per km².
De onderstaande kaart toont de ligging van Amfreville (Manche) met de belangrijkste infrastructuur en aangrenzende gemeenten.

## Demografie
Onderstaande figuur toont het verloop van het inwonertal (bron: INSEE-tellingen).
Amfreville · Cretteville · Gourbesville · Houtteville · Les Moitiers-en-Bauptois · Picauville · Vindefontaine